# ポールキャット (航空機)
Polecat
- 用途：軍用無人航空機開発
- 製造者：米ロッキード・マーティン社スカンクワークス
- 生産数：1機

ポールキャット (Polecat) は、米ロッキード・マーティン社スカンクワークスが自主開発した高高度飛行無人航空機である。会社指定の型番はP-175。全翼機型の機体であり、2006年ファーンボロー国際航空ショーにてプロトタイプの飛行写真が公表された。本機は、2006年12月の墜落事故にて喪失している。

## 諸元・性能
出典: 
諸元
- 乗員: なし (UCAV)
- 全長:
- 全高:
- 翼幅: 27.44 m（90 フィート）
- 有効搭載量: 450 kg （1,000 lb）
- 最大離陸重量: 4,080 kg （9,000 ポンド）
- 動力: ウィリアムズ FJ44 ターボファンエンジン、   × 2

性能
- 実用上昇限度: 20,000 m （65,000 フィート）